# Ternstroemia klugiana
Ternstroemia klugiana är en tvåhjärtbladig växtart som beskrevs av Clarence Emmeren Kobuski. Ternstroemia klugiana ingår i släktet Ternstroemia och familjen Pentaphylacaceae. Inga underarter finns listade i Catalogue of Life.